# Поварђина (Тимиш)
Поварђина (рум. Povârgina) насеље је у Румунији у жупанији Тимиш у граду Фађету. Oпштина се налази на надморској висини од 161 m.

## Прошлост
По "Румунској енциклопедији" први пут се место помиње 1761. године. Православна црква брвнара грађена је 1783. године.
Аустријски царски ревизор Ерлер је 1774. године констатовао да место "Повершина" припада Фачетском округу, Лугожког дистрикта. Становништво је било претежно влашко. Када је 1797. године пописан православни клир место је као парохијска филијала припадало оближњем Фађету.

## Становништво
Према подацима из 2002. године у насељу је живело 194 становника, од којих су сви румунске националности.